# 山田生真
山田 生真（やまだ いくま、1999年1月26日 - ）は、ジャパンラグビーリーグワン三重ホンダヒートに所属するラグビーユニオンの選手。

## プロフィール
- 愛媛県出身[1]。
- ポジションはフッカー(HO)。
- 身長 177 cm、体重 98 kg
- ニックネームはいくま。

## 略歴
2017年、東海大仰星高校(現・東海大仰星大阪高校)卒業後、東海大学に入学。なお東海大仰星高校時代、主将を務めて、高校日本代表に選ばれたことがある。
2020年、東海大学体育会ラグビーフットボール部のFWリーダーに就任。
2021年、東海大学卒業後、神戸製鋼コベルコスティーラーズ(現・コベルコ神戸製鋼スティーラーズ)に加入。
2022年4月23日に行われたJAPAN RUGBY LEAGUE ONE第14節スピアーズ船橋・東京ベイ戦にて途中出場で公式戦初出場を果たした。
2024年6月、三重ホンダヒートに入団。